# Tenzometrija
Tenzometrija je skup metoda za određivanje deformacija mehaničkih konstrukcijâ ili njihovih dijelova. Mjeri se s pomoću mehaničkih, električnih ili optičkih mjernih uređaja, kojima se u osnovi mjere mikrodeformacije, na temelju kojih se izračunavaju ukupne deformacije i naprezanja. Ovisno o metodi mjerenja i vrsti ispitivanja, mjerene deformacije (takozvane mjerne osnovice) mogu biti manje od jednoga milimetra pa do nekoliko centimetara. Mjerni uređaj naziva se tenzometar, a valja ga razlikovati od tenziometra kojim se ispituje površinska napetost tekućina.

## Deformetar
Deformetar služi za mjerenje deformacija i relativnih pomaka, a obično ima dva odvojena metalna trajno ugrađena ležaja, između kojih se mjeri promjena udaljenosti. Tim istrumentom se mogu mjeriti pojedinačne udaljenosti, ili ukupne deformacije duž određenog pravca (na primjer, kruna brane). Deformetrom se može mjeriti naponsko stanje u stijeni i određivati Poissonov omjer, a on služi i za kontrolu otvaranja spojnica (fuga). Koriste se za mjerenje pokose u stijeni i klizišta, za određivanje potencijalnih kliznih ploha (u kombinaciji s vertikalnim inklinometrom). Kod tunela i podzemnih prostorija služi za mjerenje deformacija i aksijalnih pomaka duž bušotine u tlu ili slaboj stijeni, te za opažanje pomaka u bubrivim stijenama. Kod nasipa i brana služi za opažanje deformacijskih profila u nasipu ili brani i temeljnom tlu.

### Električne tenzometarske kapsule
To su mjerni instrumenti kojima se izravno mjeri, daljinskim prijenosom, svaka promjena naponskog stanja u konstrukciji. Na betonskim branama pretežno se postavljaju u blizini temeljne plohe, radi proučavanja opterećenja u zoni temelja i ponašanja stijena u temeljima. Znatno veću primjenu nalaze kod nasutih brana. Vrlo je raširena upotreba elektroakustičnih tenzometarskih kapsula, koje se osnivaju na promjeni frekvencije vibrirajuće žice zbog opterećenja dviju ploča, od kojih se jedna deformira, a druga je kruta. Kapsule se izrađuju i na osnovu promjene električnog otpora, direktnog očitanja pomoću električnog kontakta i komprimiranog zraka, te na osnovu piezoelektričnog otpora na bazi kvarcnog kristala.